# AG-64
L'AG-64 és una autovia autonòmica del nord de Galícia que uneix les ciutats de Ferrol, a la costa de la província de la Corunya, i Vilalba, a la província de Lugo. En aquesta última localitat enllaça amb l'A-8, l'autovia del Cantàbric.

## Trams
| Tram                     | Estat (2015)     |
| ------------------------ | ---------------- |
| Ferrol - A Casanova      | En servei (2004) |
| A Casanova - Igrexafeita | En servei (2004) |
| Igrexafeita - As Pontes  | En servei (2007) |
| As Pontes - Cabreiros    | En servei (2008) |
| Cabreiros - Vilalba      | En servei (2010) |